# Pechbrunn
Pechbrunn település Németországban, azon belül Bajorországban. Lakosainak száma 1311 fő (2023. december 31.). Pechbrunn Wiesau, Mitterteich, Konnersreuth, Fuchsmühl, Waldershof és Marktredwitz községekkel határos.

## Népesség
A település népessége az elmúlt években az alábbi módon változott:
| Lakosok száma | 1781 | 2032 | 1396 | 1377 | 1365 | 1351 | 1362 | 1350 | 1338 | 1311 |
|               | 1970 | 1975 | 2011 | 2012 | 2014 | 2015 | 2017 | 2019 | 2022 | 2023 |